# Етичен маркетинг
Етичният маркетинг се отнася до употребата на маркетинговата етика в маркетинговия процес. Накратко, маркетинговата етика се отнася до философското разглеждане от морална гледна точка, на конкретни маркетингови въпроси, които са въпроси на моралната преценка. Етичният маркетинг обикновено произвежда в резултат по̀ социално отговорна и чувствителната към културата бизнес общност.
Създаването на пазарна етика има потенциал в полза на обществото като цяло, както в краткосрочен и дългосрочен план. Етичен маркетинг следва да бъде част от бизнес етиката, доколкото маркетингът представлява значителна част от всеки бизнес модел. Изучаването на етичен маркетинг следва да бъде включен в областта на приложната етика и включва проверка за това дали дадени продукти или услуги се представят по почтен и фактологичен начин по отношение на културните и социални ценности.
Той промотира на клиентите качествени ползи, които други подобни компании, продукти или услуги не успяват да предложат. Загрижеността по различни етични въпроси, като например детския труд, условията на труд, отношения със страните от Третия свят и проблеми на околната среда, е променила мисленето на Запада по посока повишаване на социалната отговорност.
Нарастващата тенденция на честната търговия (на английски: fair trade) е пример за въздействието на етичния маркетинг. Идеята за честната търговия е, че потребителите плащат гарантирана цена на продукт за потребление на малка група от производители. Производителите се съгласяват да плащат справедлива цена за труда и да опазват околната среда. Това споразумение урежда сцената за търговия, която е издържана от етична гледна точка.
Философията на маркетинга не се губи при този нов етичен уклон, а надеждата е да се спечели лоялността на клиентите чрез утвърждаване на положителните стойности на марката. Въпреки това, този нов начин на мислене създава нови предизвикателства за маркетолозите от 21 век, свързани с изобретения и разработки на продукти, които добавят дългосрочни ползи без да се намаляват желаните им качества.
Етичният маркетинг не бива да се бърка с нормативната уредба, въведена за подобряване благосъстоянието на потребителите, като например разпоредбите за намаляване на емисиите на серен диоксид, за да се подобри качеството на въздуха. Правителствените регулации са правно средство за смекчаване или коригиране на етичен проблем, като например замърсяването на въздуха, който касае всички хора. Просветеният етичен маркетинг е налице, когато компанията и маркетологът сами посочват начините човешкият живот да се подобри, които не са свързани с подобренията, налагани от правителствата или общественото мнение.